# Catuípe
Catuípe é um município brasileiro do estado do Rio Grande do Sul.

## Toponímia
Catuípe é vocábulo indígena que significa "na água boa", "no rio bom". Do tupi catu: bom; y: rio, água; e pe: no.

## Geografia
Pertence à Mesorregião do Noroeste Rio-Grandense e à Microrregião de Santo Ângelo.

## Subdivisões

### Distritos
| Distrito             | População |
| -------------------- | --------- |
| Catuípe              | 6396      |
| Colônia das Almas    | 1164      |
| Esquina Bom Sucesso  | 453       |
| Esquina Brasil Neves | 384       |
| Passo Burmann        | 488       |
| Pontão Santo Antônio | 468       |
| Santa Tereza         | 845       |